# Lorenz Oberlinner
Lorenz Oberlinner (* 4. Juli 1942 in Riepertsham bei Babensham, Deutschland) ist ein deutscher katholischer Theologe (Neutestamentler).

## Biografie
Lorenz Oberlinner studierte katholische Theologie an der Philosophisch-theologischen Hochschule Freising und an der Universität Freiburg. An der Universität Freiburg wurde er Schüler und Mitarbeiter von Anton Vögtle, einem der entscheidenden Wegbereiter der historisch-kritischen Exegese in der katholischen Theologie. 1974 wurde Lorenz Oberlinner an der Theologischen Fakultät der Universität Freiburg zum Doktor der Theologie promoviert und 1979 habilitiert.
1982 erhielt Lorenz Oberlinner einen Ruf als Professor für Katholische Theologie (Bibelwissenschaft) an der Freien Universität Berlin. Von Berlin wechselte er 1983 auf die Professur für Einleitung in das Neue Testament und neutestamentliche Zeitgeschichte an der Katholisch-Theologischen Fakultät der Universität Bonn. Bereits 1984 kehrte er an die Universität Freiburg zurück, wo er Rudolf Pesch als Professor und Leiter des Arbeitsbereichs Neutestamentliche Literatur und Exegese nachfolgte. In Freiburg lehrte und forschte Lorenz Oberlinner bis zu seiner Emeritierung im Jahr 2008.
Forschungsschwerpunkte von Lorenz Oberlinner sind die Pastoralbriefe sowie die synoptischen Evangelien, hier vor allem die Passionsberichte und die Rückfrage nach dem historischen Jesus.

## Veröffentlichungen (Auswahl)
- Historische Überlieferung und christologische Aussage. Zur Frage der „Brüder Jesu“ in der Synopse. FzB 19, Stuttgart 1975 (Diss. theol.).
- Todeserwartung und Todesgewissheit Jesu. Zum Problem einer historischen Begründung. Stuttgart 1980 (Diss. theol. habil.).
- Die Pastoralbriefe. Kommentar zum ersten Timotheusbrief. HThK XI/2,1, Freiburg i. Br. 1994.
- Die Pastoralbriefe. Kommentar zum zweiten Timotheusbrief. HThK XI/2,2, Freiburg i. Br. 1995.
- Die Pastoralbriefe. Kommentar zum Titusbrief. HThK XI/2,3, Freiburg i. Br. 1996.